# Lijst van zoogdieren met Nederlandse namen - H
Dit is een lijst van zoogdieren met Nederlandse namen met als beginletter van hun wetenschappelijke naam een H.
| Wetenschappelijke naam        | Eerste keuze                  | Overige Nederlandse namen                                | Commentaar                                               |
| ----------------------------- | ----------------------------- | -------------------------------------------------------- | -------------------------------------------------------- |
| Halichoerus grypus            | Grijze zeehond                | Kegelrob                                                 |                                                          |
| Hapalemur alaotrensis         | Alaotrabamboemaki             |                                                          |                                                          |
| Hapalemur aureus              | Gouden halfmaki               | Gouden bamboemaki                                        |                                                          |
| Hapalemur griseus             | Grijze halfmaki               | bokomboeti, Grijze bamboemaki, Bamboemaki                |                                                          |
| Harpyionycteris whiteheadi    | Spitstandvleerhond            |                                                          |                                                          |
| Helarctos malayanus           | Maleise beer                  | Honingbeer, Broeang                                      |                                                          |
| Heliophobius argenteocinereus | Zilvergrijze zandrat          |                                                          |                                                          |
| Heliosciurus gambianus        | Kleine zonne-eekhoorn         | Grijsvoeteekhoorn                                        |                                                          |
| Heliosciurus ruwenzorii       | Ruwenzorizonne-eekhoorn       |                                                          |                                                          |
| Helogale hirtula              | Ruigharige dwergmangoeste     |                                                          |                                                          |
| Helogale parvula              | Dwergmangoeste                |                                                          |                                                          |
| Hemibelideus lemuroides       | Queenslandkoeskoes            |                                                          |                                                          |
| Hemicentetes nigriceps        | Zwartkoptenrek                |                                                          |                                                          |
| Hemicentetes semispinosus     | Gestreepte tenrek             |                                                          |                                                          |
| Hemiechinus auritus           | Langooregel                   | Grootooregel                                             |                                                          |
| Hemigalus derbyanus           | Gewone bandcivetkat           |                                                          |                                                          |
| Hemitragus jemlahicus         | Himalayathargeit              | Thargeit                                                 |                                                          |
| Herpailurus yagouaroundi      | Jaguarundi                    | Jagoearoendi, wezelkat                                   |                                                          |
| Herpestes brachyurus          | Kortstaartmangoeste           |                                                          |                                                          |
| Herpestes edwardsii           | Indische ichneumon            | Indische mangoest                                        |                                                          |
| Herpestes ichneumon           | Egyptische ichneumon          | Faraorat, Egyptische mangoest, Grijze mangoeste          |                                                          |
| Herpestes javanicus           | Indische mangoeste            |                                                          |                                                          |
| Herpestes naso                | Langsnuitmangoeste            |                                                          |                                                          |
| Herpestes urva                | Krabbenetende mangoeste       |                                                          |                                                          |
| Heterocephalus glaber         | Naakte molrat                 |                                                          |                                                          |
| Heterohyrax brucei            | Steppenklipdas                | Geelvlekklipdas, Bruces geelvlekklipdas                  |                                                          |
| Heteromys goldmani            | Goldmanstekelmuisgoffer       |                                                          |                                                          |
| Heteromys nelsoni             | Nelsons stekelmuisgoffer      |                                                          |                                                          |
| Hexaprotodon liberiensis      | Dwergnijlpaard                |                                                          |                                                          |
| Hippocamelus antisensis       | Peruviaanse huemul            | Taruga, Tarugam, Noord-Andeshert, Peruaanse guemal       |                                                          |
| Hippocamelus bisulcus         | Chileense huemul              | Huemal, Chileense guemal                                 |                                                          |
| Hippopotamus amphibius        | Nijlpaard                     |                                                          |                                                          |
| Hipposideros armiger          | Himalayarondbladneus          |                                                          |                                                          |
| Hipposideros caffer           | Gewone rondbladneus           |                                                          |                                                          |
| Hipposideros commersoni       | Reuzenrondbladneus            |                                                          |                                                          |
| Hipposideros jonesi           | Jonesrondbladneus             |                                                          |                                                          |
| Hipposideros nequam           | Maleise rondbladvleermuis     |                                                          |                                                          |
| Hipposideros speoris          | Schneiders rondbladneus       |                                                          |                                                          |
| Hippotragus equinus           | Paardantilope                 | Basterdgemsbok, Roanantilope                             |                                                          |
| Hippotragus leucophaeus       | Blauwbok                      | Blaauwbok                                                |                                                          |
| Hippotragus niger             | Zwarte paardantilope          | Gewone sabelantilope, Sabelantilope                      |                                                          |
| Histriophoca fasciata         | Bandrob                       |                                                          |                                                          |
| Hoolock hoolock               | Westelijke hoelok             | Hoelok, Witbrauwgibbon                                   | Ook bekend als Bunopithecus hoolock of Hylobates hoolock |
| Hoolock leuconedys            | Oostelijke hoelok             |                                                          | Nog vaak als een ondersoort van H. hoolock beschouwd.    |
| Homo sapiens                  | Mens                          |                                                          |                                                          |
| Hoplomys gymnurus             | Lanshaarrat                   |                                                          |                                                          |
| Hyaena brunnea                | Bruine hyena                  | Strandwolf                                               |                                                          |
| Hyaena hyaena                 | Gestreepte hyena              |                                                          |                                                          |
| Hydrictis maculicollis        | Vlekhalsotter                 | Gevlekte otter, Afrikaanse otter, Vingerotter            |                                                          |
| Hydrochoerus hydrochaeris     | Capybara                      | waterzwijn                                               |                                                          |
| Hydrodamalis gigas            | Stellerzeekoe                 |                                                          |                                                          |
| Hydromys chrysogaster         | Australische beverrat         | Goudbuikige Australische beverrat                        |                                                          |
| Hydromys neobritannicus       | Beverrat van Nieuw-Brittannië |                                                          |                                                          |
| Hydropotes inermis            | Waterree                      | Korea-waterree, Chinese waterree, Chinees waterhert      |                                                          |
| Hydrurga leptonyx             | Zeeluipaard                   |                                                          |                                                          |
| Hyemoschus aquaticus          | Waterdwerghert                | Afrikaans dwerghertje, Waterdwerghertje, Watermuskusdier |                                                          |
| Hylobates agilis              | Oenka                         | vlugge gibbon                                            |                                                          |
| Hylobates klossii             | Dwergsiamang                  | Kloss' gibbon, klossgibbon, mentawaigibbon, beeloh       |                                                          |
| Hylobates lar                 | Withandgibbon                 | Lar, gewone gibbon                                       |                                                          |
| Hylobates moloch              | Zilvergibbon                  | Javaanse gibbon, grijze gibbon, wau-wau                  |                                                          |
| Hylobates muelleri            | Borneogibbon                  | Müllers gibbon, grijze gibbon                            |                                                          |
| Hylobates pileatus            | Zwartkopgibbon                | Zwartkoplar, kapgibbon                                   |                                                          |
| Hylochoerus meinertzhageni    | Reuzenboszwijn                | Meinertzhagenzwijn, meinertzhagenboszwijn, reuzenzwijn   |                                                          |
| Hylomys parvus                | Dwerghaaregel                 |                                                          |                                                          |
| Hylomys sinensis              | Spitsmuisegel                 |                                                          |                                                          |
| Hylomys suillus               | Kleine haaregel               |                                                          |                                                          |
| Hylopetes lepidus             | Javaans pijlstaartvlieghondje |                                                          |                                                          |
| Hylopetes winstoni            | Winstons pijlstaartvlieghoorn |                                                          |                                                          |
| Hyosciurus heinrichi          | Celebeslangneuseekhoorn       |                                                          |                                                          |
| Hyperoodon ampullatus         | Noordelijke butskop           | Hille                                                    |                                                          |
| Hyperoodon planifrons         | Zuidelijke butskop            |                                                          |                                                          |
| Hypogeomys antimena           | Madagaskarreuzenrat           | Votsotsa                                                 |                                                          |
| Hypsignathus monstrosus       | Hamerkopvleerhond             |                                                          |                                                          |
| Hypsiprymnodon moschatus      | Muskuskangoeroerat            |                                                          |                                                          |
| Hypsugo anthonyi              | Anthony's dwergvleermuis      |                                                          |                                                          |
| Hypsugo joffrei               | Joffres dwergvleermuis        |                                                          |                                                          |
| Hypsugo savii                 | Alpendwergvleermuis           | Savi's dwergvleermuis, Alpenvleermuis                    |                                                          |
| Hystrix africaeaustralis      | Zuid-Afrikaans stekelvarken   | Kaapstekelvarken                                         |                                                          |
| Hystrix brachyura             | Maleis stekelvarken           |                                                          |                                                          |
| Hystrix crassispinis          | Borneostekelvarken            |                                                          |                                                          |
| Hystrix cristata              | Gewoon stekelvarken           | Stekelvarken, Noord-Afrikaans stekelvarken               |                                                          |
| Hystrix indica                | Witstaartstekelvarken         | Indisch stekelvarken                                     |                                                          |
| Hystrix pumila                | Filipijns stekelvarken        |                                                          |                                                          |
| Hystrix sumatrae              | Sumatraans stekelvarken       |                                                          |                                                          |

A · 
B ·
C ·
D ·
E ·
F ·
G ·
H ·
I ·
J ·
K ·
L ·
M ·
N ·
O ·
P ·
R ·
S ·
T ·
U ·
V ·
W ·
X ·
Z